# Soledad Velasco
Soledad Amada Velasco Baides, née le 15 octobre 1956, est une femme politique espagnole membre du Parti socialiste ouvrier espagnol (PSOE).
Elle devient députée de la circonscription d'Albacete en juin 2018.

## Biographie

### Vie privée
Né en 1956 dans un village situé sur la commune de Lezuza au sein d'une famille d'agriculteurs, elle déménage à Albacete en 1966 afin de réaliser son bachillerato. Mariée, elle est mère de deux enfants.

### Profession
Titulaire d'un diplôme en magistère de spécialité langue espagnole et lettre modernes, elle obtient avec succès le concours d'enseignante. Elle exerce alors dans différentes communes de la province d'Albacete.

### Premiers mandats
Inscrite au PSOE en 1986, elle participe à la fondation du premier groupe de femmes formé au sein du groupement local d'Albacete capitale. Elle devient alors membre de la commission exécutive locale au poste de secrétaire à la Femme. Elle intègre plus tard la commission exécutive provinciale où elle est responsable de l'Égalité puis la commission régionale où elle prend en charge le domaine de l'Éducation.
Elle concourt sur la liste de Carmina Belmonte Useros lors des élections municipales de mai 1991 mais n'est pas directement élue. Elle devient néanmoins conseillère municipale d'Albacete l'année suivante à la faveur d'une démission de l'une des élues. Conservant son mandat sans interruption jusqu'en 2011, elle a rempli les fonctions de déléguée municipale à la Femme, à l'Éducation, à la Culture, aux Sports, aux Fêtes et à la Jeunesse sous les mandats de Carmina Belmonte, Manuel Pérez Castell et Carmen Oliver Jaquero,. Membre de la députation provinciale d'Albacete, elle a également été responsable de l'Éducation.

### Députée au Congrès
En octobre 2015, elle est choisie pour occuper la deuxième position sur la liste de Manuel González Ramos dans la circonscription d'Albacete en vue des élections législatives du mois de décembre suivant,. Elle n'est pas élue car la liste du parti ne remporte qu'un seul des quatre mandats en jeu. La même situation se répète après la tenue du scrutin anticipé de juin 2016. En octobre 2017, après la réélection d'Emiliano García-Page comme secrétaire général du PSOE de Castille-La Manche, elle est choisie comme secrétaire à la Politique européenne,.
Elle fait néanmoins son entrée au Congrès des députés en juin 2018 du fait de la nomination de González Ramos comme délégué du gouvernement de Pedro Sánchez dans la communauté autonome de Castille-La Manche,. Désignée première secrétaire de la nouvelle commission de la Science, de l'Innovation et de l'Enseignement supérieur, elle est membre de la commission pour les politiques d'intégration du handicap et de celle des Droits de l'enfance et de l'adolescence.